# Erazem Francisci
Erazem Francisci (tudi Erasmus Francisci; pravo ime Erasmus von Finxs), nemški pravnik in  polihistor, * 19. november 1627, Lübeck, † 20. december 1694, Nürnberg.

## Življenje in delo
Prve šole je obiskoval v Lüneburgu, nato študiral pravo na raznih univerzah in  mnogo potoval ter se nazadje ustalil v Nürnbergu, kjer je prišel 1685 v stik z J.V. Valvasorjem; ta ga je pridobil za pomočnika pri svojih zadnjih delih, zlasti pri Die Ehre dess Hertzogthums Crain (Slava vojvodine Kranjske). Valvasorju je popravljal jezik in slog ter na njegovo željo, da bi delo obogatil z dodatki in pripovedmi, tudi izkoristil; starejšo zgodovino mu je Valvasor celo prepustil v samostojno obdelavo. Tako je Francisci avtor 1., 5., delno 10. in 13. knjige tega dela.  Veliko je sodeloval pri vsebinskem oblikovanju celote; prizadevno je opravil zahtevno uredniško delo, opravičeno pa ga zadeva očitek zaradi širjenja snovi z nepotrebnimi stranskimi razpravami in predvsem zaradi praznovernih nazorov, ki jih je v delu uveljavil, kar ob nekritičnem branju nepravo luč na Valvasorjeve poglede. Franciscovi posegi pomenijo močnejše uveljavljanje nemške zgodovinske koncepcije glede Slovencev na Kranjskem.
Francisci je, ko se je naselil v Nürnbergu, stopil v stik s tamkajšnjim tiskarjem Endterjem in s spisi, ki mu jih je ta tiskal, dosegel take uspehe, da je bil svoje dni eden najbolj priljubljenih pisateljev na nemškem. 